# Alter Tiefer Stollen
Alter Tiefer Stollen oder Tiefer Büchenberger Stollen ist ein Wasserlösestollen in der Montanregion Harz auf dem Gebiet der Stadt Wernigerode im Landkreis Harz in Sachsen-Anhalt. Er diente als einer der ersten Stollen vornehmlich der Lösung der Wässer der in dem Bergrevier Elbingerode bauenden Bergwerke. Das Mundloch und ein Lichtloch haben sich bis heute erhalten.

## Lage
Der Stollen liegt im Nordharz unweit der Bundesstraße 244, die Wernigerode mit der Stadt Elbingerode (Harz) verbindet. Unmittelbar am Mundloch des Stollens führt eine für den öffentlichen Verkehr gesperrte Fahrstraße aus dem Tal des Zillierbaches durch das Stollental hinauf zum Büchenberg.
Der Stollen hat eine Länge von 240 Lachter.